# Fatima Blush
Fatima Blush é uma personagem do filme 007 - Nunca Mais Outra Vez, de 1983, filme não-oficial (realizado por outros produtores que não a EON Productions) da série, com Sean Connery no papel do espião  James Bond, doze anos depois de ter abandonado o papel em 007 Os Diamantes São Eternos.
Uma refilmagem adaptada de 007 contra a Chantagem Atômica (Thunderball), de 1965, o nome da personagem – vivida nas telas por Barbara Carrera – foi criado por Ian Fleming, num memorando em 1959, mas não foi usado no primeiro filme, sendo substituída por sua equivalente na trama da época, Fiona Volpe.

## Características
Agente nº12 da SPECTRE, a organização terrorista internacional comandada por Ernst Stavro Blofeld, Blush é uma mulher morena, sedutora mas letal, uma femme fatale  que procura dominar e controlar todos os homens com quem se relaciona, e que cai nos braços de 007 mas depois morre em combate contra ele. Sua missão inicial é seduzir Jack Petachi, irmão da amante de Maximillian Largo, seu chefe e nº1 da SPECTRE, para que ele traia a Força Aérea dos Estados Unidos, de onde é piloto, permitindo à organização roubar ogivas nucleares para fazer uma chantagem atômica mundial.

## Filme
Enviada por Largo para a clínica onde Petachi está recolhido, ela se disfarça de enfermeira e através de doses controladas  de heroína, treina a vontade do piloto para que ele realize sua traição. Depois que Petachi tem alta do hospital e quebra os códigos de segurança das bombas que permitirão à SPECTRE roubá-las, ele é assassinado por Blush, que coloca uma serpente venenosa em seu carro, causando um acidente.
Fatima faz sexo com 007 pouco depois de encontrá-lo pela primeira vez e em seguida tenta matá-lo, quando estão mergulhando, grudando um transmissor que atrai tubarões em seu cilindro de oxigênio. Falhando, depois ela coloca uma bomba no quarto de Bond, que só sobrevive porque preferiu passar a noite no quarto de outra mulher a quem seduziu.
Durante seu mortal encontro final, ela força Bond - obrigando-o a abrir as pernas, amarrado, e mirar no meio delas - a escrever um bilhete dizendo ser ela a maior amante que já existiu, o que Bond faz, acrescentando que Blush parece ter 'ódio aos homens'. Ele consegue distraí-la, falando de outras amantes, o que a deixa irada, e finalmente consegue matá-la com uma bala explosiva escondida em uma caneta, um dos inventos de Q, que a atinge no abdomen e a vaporiza.

## Morte
Blush tem a distinção de ser a primeira mulher morta frente a frente por Bond em toda a série; somente em O Mundo Não é o Bastante (1999), dezesseis anos mais tarde, e na pele de Pierce Brosnan, ele faria o mesmo com  Elektra King, a quem mata com um tiro.  

## Atriz
A nicaraguense Barbara Carrera, única bond girl nascida na América Central, que interpreta Blush de maneira altamente passional, é a única atriz a ter sido indicada para o Golden Globe por um papel de bond girl. Carrera abriu mão de trabalhar em 007 contra Octopussy, o filme da franquia oficial da EON com Roger Moore, filmado e lançado no mesmo ano, no papel principal da contrabandista Octopussy – que acabou sendo da sueca Maud Adams –  para trabalhar com Sean Connery neste filme não-oficial, pela admiração que tinha pelo Bond original.